# Charlie Haas
Charles Doyle Haas II (ur. 27 marca 1972 w Edmond, Oklahoma) – amerykański wrestler, w przeszłości również zapaśnik. Występował w federacji World Wrestling Entertainment (WWE) w brandzie SmackDown! z której został zwolniony w 2010. Trzykrotny WWE Tag Team Champion. Znany również z występów w tag teamach u boku Kurta Angle i Sheltona Benjamina oraz w stajni The World’s Greatest Tag Team (Team Angle).

## Kariera

### Początki kariery
W szkole średniej trenował zapasy. W 1996 przeszedł do wrestlingu gdzie występował na scenie niezależnej w tag teamie ze swoim bratem Russem. Jako tag team The Haas Brothers zaliczali występy w takich federacjach Jersey All Pro Wrestling (JAPW), East Coast Wrestling Association (ECWA) i Combat Zone Wrestling (CZW).

### World Wrestling Federation / Entertainment (2000–2005)
W sierpniu 2000 podpisał kontrakt z World Wrestling Federation (WWF). Tam również występował ze swoim bratem Russem w federacjach rozwojowych należących do WWF, m.in.: Memphis Championship Wrestling (MCW) i Heartland Wrestling Association (HWA). Później w 2002 dołączył do Ohio Valley Wrestling (OVW). W głównym rosterze World Wrestling Federation zadebiutował jako antagonista w 26 grudnia 2002 w jednym z odcinków SmackDown! walcząc u boku Sheltona Benjamina w drużynie Team Angle. Na początku lutego 2003 drużyna sięgnęła po pierwszy tytuł mistrzowski - WWE Tag Team Championship, pokonując tag team Los Guerreros (Eddie i Chavo Guerrero). Tytuł ten obronili na gali WrestleMania XIX również przeciwko Los Guerreros oraz drużynie Chris Benoit i Rhyno. Mistrzostwo stracili dopiero w maju 2003 na gali Judgment Day przegrywając z Eddiem Guerrero i Tajirim. Ostatecznie drużyna Team Angle rozpadła się w 2004 w wyniku draftu. Następnie występował w tag teamie z Rico, a ich valetem została Miss Jackie. W kwietniu 2004 sięgnął po raz kolejny po tytuł WWE Tag Team Championship wraz Rico, jednak w czerwcu 2004 ponownie stracili tytuły na rzecz Dudley Boyz. Następnie Haas występował solo przy czym Miss Jackie nadal pozostawała jego valetem. W lipcu 2005 został zwolniony z WWE wraz z Miss Jackie, która już wtedy była jego żoną w życiu osobistym.

### Federacje niezależne (2005–2006)
W 2005 powrócił do federacji Jersey All Pro Wrestling gdzie prowadził rywalizację z Jayem Lethalem, Christopherem Danielsem i Chrisem Sabinem. W 2006 krótko występował w East Coast Wrestling Association.

### Powrót do WWE (2006–2010)
Do WWE powrócił 17 kwietnia 2006 podczas jednego z odcinków Raw. W czerwcu 2006 występował w storyline pomiędzy nim, Lilian Garcią i Viscerą, tworząc z Viscerą tag team do grudnia 2006. Na początku grudnia 2006 Haas i Shelton Benjamin ogłosili ponowne założenie tag teamu The World’s Greatest Tag Team oraz prowadząc później rywalizację z Cryme Tyme, Johnem Ceną i Shawnem Michaelsem oraz Rikiem Flairem i Carlito. W czerwcu 2007 wyzwali tag team The Hardys o tytuł WWE World Tag Team Championship na gali One Night Stand jednak przegrali pojedynek w ladder matchu. Pod koniec listopada 2007 The World’s Greatest Tag Team ponownie uległ rozpadowi po tym jak Shelton Benjamin przeszedł do brandu Extreme Championship Wrestling (ECW).
Na początku 2008 występował jako luchador w masce, potem walczył bez maski w dark match’ach. Od sierpnia 2008 występował parodiując gimmicki innych wrestlerów federacji WWE. Wcielał się m.in. w: Johna Cenę, Johna Bradshawa Layfielda, Jima Rossa, The Great Khalego, MVP, Steve’a Austina, Breta Harta, Mr. Perfecta Curta Henniga, Jimmy’ego Snukę, Roddy’ego Pipera czy Hulka Hogana. Sparodiował również Beth Phoenix za co otrzymał statutkę Slammy Award. W kwietniu 2009 został przeniesiony w wyniku draftu na SmackDown! gdzie odgrywał rolę antagonisty. Pod koniec 2009 występował w programie WWE Superstars. 28 lutego 2010 WWE poinformowało o wygaśnięciu kontraktu z Haasem.

### Federacje niezależne i Ring of Honor (2010–obecnie)
W marcu 2010 ponownie pojawił się w Jersey All Pro Wrestling, a we wrześniu walczył krótko dla National Wrestling Alliance. Następnie w maju 2011 wziął udział w tourze po Stanach Zjednoczonych występując w japońskiej federacji New Japan Pro-Wrestling (NJPW). Niedługo potem przeniósł się do Family Wrestling Entertainment (FWE). Następnie ponownie zaliczał występy dla Jersey All Pro Wrestling i National Wrestling Alliance.
We wrześniu 2010 wraz z Sheltonem Benjaminem trafił do federacji Ring of Honor (ROH), a na początku 2011 obaj występowali w drużynie Wrestling’s Greatest Tag Team - tam też dwukrotnie sięgnęli po tytuł mistrzowski ROH World Tag Team Championship pokonując wpierw The Kings of Wrestling (na początku kwietnia 2011), a potem The Briscoe Brothers (w maju 2012). 30 marca 2013 ogłosił przejście na emeryturę, jednak kilka miesięcy później zaczął występować w Teksasie, Oklahomie i Kanadzie.
W styczniu 2022 na krótko pojawił się w federacji Impact Wrestling gdzie wyzwał na pojedynek Josha Alexandra.

## Tytuły i osiągnięcia
- Ballpark Brawl
  - Natural Heavyweight Championship (1 raz)
- Combat Zone Wrestling
  - CZW World Tag Team Championship (1 raz) – z Russem Haasem
- East Coast Wrestling Association
  - ECWA Tag Team Championship (1 raz) – z Russem Haasem
  - ECWA Hall of Fame (wprowadzony w 2004)
- Family Wrestling Entertainment
  - FWE Heavyweight Championship (1 raz)
- Heartland Wrestling Association
  - HWA Heavyweight Championship (1 raz)
- Insane Hardcore Wrestling Entertainment
  - IHWE California West Coast Heavyweight Championship (1 raz)
  - IHWE DFW Championship (2 razy)
  - IHWE Heavyweight Championship (1 raz)
  - IHWE Triple Crown Championship (1 raz)
- Jersey All Pro Wrestling
  - JAPW New Jersey State Championship (1 raz)
  - JAPW Tag Team Championship (2 razy) – z Russem Haasem
  - JAPW Hall of Fame (wprowadzony w 2007)
- Memphis Championship Wrestling
  - MCW Southern Tag Team Championship (3 razy) – z Russem Haasem
- NWA Branded Outlaw Wrestling
  - NWA BOW Heavyweight Championship (1 raz)
- NWA Southwest
  - NWA Texas Heavyweight Championship (1 raz)
- NWA Texoma
  - NWA Texoma Heavyweight Championship (1 raz)
  - NWA Texoma Tag Team Championship (1 raz) – z Dane’m Griffinem
- Ohio Valley Wrestling
  - Danny Davis Invitational Tag Team Tournament (2015) – z Sheltonem Benjaminem
- Old School Wrestling
  - Osw World Heavyweight Championship  (1 raz)
- Phoenix Championship Wrestling
  - Russ Haas Memorial Tag Team Tournament (2002) – z Novą
- Pro Wrestling Illustrated
  - PWI Tag Team of the Year (2003) z Sheltonem Benjaminem
  - PWI sklasyfikowało go na 25. miejscu z 500 wrestlerów w rankingu PWI 500 w 2003
- Ring of Honor
  - ROH World Tag Team Championship (2 razy) – z Sheltonem Benjaminem
- SWE Fury
  - SWE Heavyweight Championship (1 raz)
- Top Of Texas Pro Wrestling
  - Dennis Stamp Tag Team Hero's Cup (2017) – z Phoenixem
- Texas Outlaw Promotion
  - TOP Heavyweight Championship (1 raz)
- World Wrestling Entertainment
  - WWE Tag Team Championship (3 razy) – z Sheltonem Benjaminem (2 razy) i Rico (1 raz)
  - Slammy Award (1 raz)
    - Najlepsza personifikacja (Best Impersonation; 2008) – The GlamaHaas na Raw, 27 października 2008
- Wrecking Ball Wrestling
  - Walka roku (Match of the Year; 2011) vs. Low Ki
- WrestleForce
  - WrestleForce World Heavyweight Championship (1 raz)

## Życie prywatne
W 2005 poślubił swoją menedżerkę w wrestlingu Jackie Gaydę (Miss Jackie), z którą doczekał się czwórki dzieci: Kayli (ur. 2006), Taylor (ur. 2008), Thomasa (ur. 2010) i Charlesa (ur. 2012). W grudniu 2020 para rozwiodła się.
Trenując zapasy w szkole średniej dwukrotnie był Big East Championem. Na uczelni Seton Hall University ukończył studia z ekonomii i biznesu, a następnie krótko pracował jako makler giełdowy w Goldman Sachs. Określił również siebie wierzącym chrześcijaninem. Jego bratem był Thomas Russell Haas (Russ Haas), z którym występował w tag teamie aż do jego śmierci w 2001 roku.
Shelton Benjamin, z którym występował w drużynie The World’s Greatest Tag Team (Team Angle) został ojcem chrzestnym jednej z jego córek - Kayli. Jego dziadek Hugh Devore był asystentem trenera futbolu amerykańskiego w drużynie Houston Oilers oraz głównym trenerem drużyny uniwersyteckiej Notre Dame Fighting Irish.